# Kamloops—Thompson—Cariboo
Pour les articles homonymes, voir Kamloops (homonymie), Thompson et Cariboo (homonymie).
Circonscription électorale fédérale du Canada
Kamloops—Thompson—Cariboo (auparavant Kamloops—Thompson) est une ancienne circonscription électorale fédérale canadienne de la Colombie-Britannique, représentée de 2004 à 2025.

## Circonscription fédérale
La circonscription se situait au centre de la Colombie-Britannique et comprenait les villes de Kamloops, Cariboo, Thompson-Nicola et Clearwater.
Les circonscriptions limitrophes étaient Cariboo—Prince George, Chilliwack—Fraser Canyon, Kootenay—Columbia, Okanagan—Shuswap, Okanagan—Coquihalla et Prince George—Peace River.

## Historique
La circonscription est créée en 2003 sous le nom de Kamloops—Thompson à partir de Kamloops Thompson et Highland Valleys, d'une petite partie de Cariboo—Chilcotin et Prince George—Bulkley Valley. En 2004, le nom est changé pour prendre celui de Kamloops—Thompson—Cariboo.
À la suite du redécoupage de la carte électorale de 2022-2023, la circonscription est abolie et redistribuée dans Cariboo—Prince George, Kamloops—Shuswap—Central Rockies et Kamloops—Thompson—Nicola.

## Députés
| Législature | Années    | Député       | Parti | Parti        |
| --- | --------- | ------------ | ----- | ------------ |
| Kamloops—Thompson issue de Kamloops, Thompson and Highland Valleys, Cariboo—Chilcotin et Prince George—Bulkley Valley |           |              |       |              |
| 38e | 2004–2006 | Betty Hinton |       | Conservateur |
| Kamloops—Thompson—Cariboo                                                                                             |           |              |       |              |
| 39e | 2006–2008 | Betty Hinton |       | Conservateur |
| 40e | 2008–2011 | Cathy McLeod |       | Conservateur |
| 41e | 2011–2015 | Cathy McLeod |       | Conservateur |
| 42e | 2015–2019 | Cathy McLeod |       | Conservateur |
| 43e | 2019–2021 | Cathy McLeod |       | Conservateur |
| 44e | 2021–2025 | Frank Caputo |       | Conservateur |
| dissoute dans Cariboo—Prince George, Kamloops—Shuswap—Central Rockies et Kamloops—Thompson—Nicola                     |           |              |       |              |